# Kaap Simpson (Groenland)
De Kaap Simpson is een kaap in Nationaal park Noordoost-Groenland in het oosten van Groenland. De kaap is het zuidelijke uiteinde van het eiland Traill Ø aan de Groenlandzee.
De kaap ligt op de noordoever van de Davy Sund van de monding van het Koning Oscarfjord. De kaap ligt aan de overzijde van kaap Biot dat aan de zuidzijde ligt.